# 한국식품콜드체인협회
한국식품콜드체인협회는 국내외 농식품의 저온저장과 산지에서 소비지까지 신물류시스템 연구·도입을 통하여 신선도 및 맛의 유지, 안전성확보, 품질향상으로 국민 건강증진에 기여하며 물류선진화 방향의 제시 및 새로운 사업의 추진을 목적으로 2007년 12월 6일 설립된 대한민국 농림축산식품부 소관의 사단법인이다. 식품 콜드체인 관련 정책 및 제도 개선방안 발굴,  콜드체인산업 발 전에 관한 산-학-연 연계사업, 콜드체인 전문인력 양성을 위한 교육프로그램 및 해외 연수, 콜드체인 신기술정보 공유를 위한 정기 세미나 및 국내외 전시회 콜드체인관 개최 및 참가등을 사업으로 한다.

## 연혁
- 2007년 12월 6일 : (사)농식품저온물류연구회 설립 인가
- 2011년 4월 : 2대 회장 이상영 취임 ('11.04~'14.05)
- 2014년 2월 : 한국식품콜드체인협회로 명칭 변경[1], 정명수 회장 취임
- 2014년 5월 : 협회 신설법인 설립 허가(농림축산식품부)
- 2015년 2월 : 중국콜드체인물류연맹과 MOU체결
- 2015년 4월 : 식품콜드체인 고도화를 위한 신기술 세미나 개최
- 2015년 5월 : fresh Logistics Asia(신선물류박람회)& SIAL(국제식품박람회)참관 및 중국 콜드체인기업 BM연수

## 주요 사업
- 콜드체인사업과 관련한 국내 대표협회로서의 위상을 구축
- 협회 회원사를 확대하고 네트워크를 강화
- 콜드체인 관련 연구와 회원사 교육 활동을 전개
- 해외 심포지엄 참가 등 국제적인 교류를 확보·유지
- 친환경에 솔선하는 사회적 공헌과 물류의 과학화를 유도

## 상세 내용
△국내 우수 식품콜드체인 업체 인증제도 운영
△콜드체인 시스템의 단체표준 연구, 제정
△콜드체인 산업 관련 對정부 정책•제도 개선 건의
△국내외 식품 콜드체인산업 현황 연구
△식품 콜드체인 발전을 위한 선진기술 개발
△콜드체인산업 관련 산학연 공동사업
△콜드체인 전문인력양성을 위한 해외연수, 교육사업 등